# Torsten Hallman
Torsten Hallman   (parròquia de Viksta, 17 d'octubre de 1939) és un ex-pilot de motocròs suec, guanyador de quatre Campionats del Món de motocròs en la categoria dels 250cc. També formà part de l'equip suec guanyador de quatre edicions del Trophée des Nations.
Conegut familiarment com a Totte, Hallman fou un dels pilots suecs que dominaren l'escena internacional del motocròs a començament de la dècada del 1960, entre els quals Bill Nilsson, Rolf Tibblin o Sten Lundin. Potser un dels millors de tots ells, Hallman és recordat pels seus duels amb el belga Joël Robert, considerats com a uns dels més memorables de la història d'aquest esport.

## Biografia

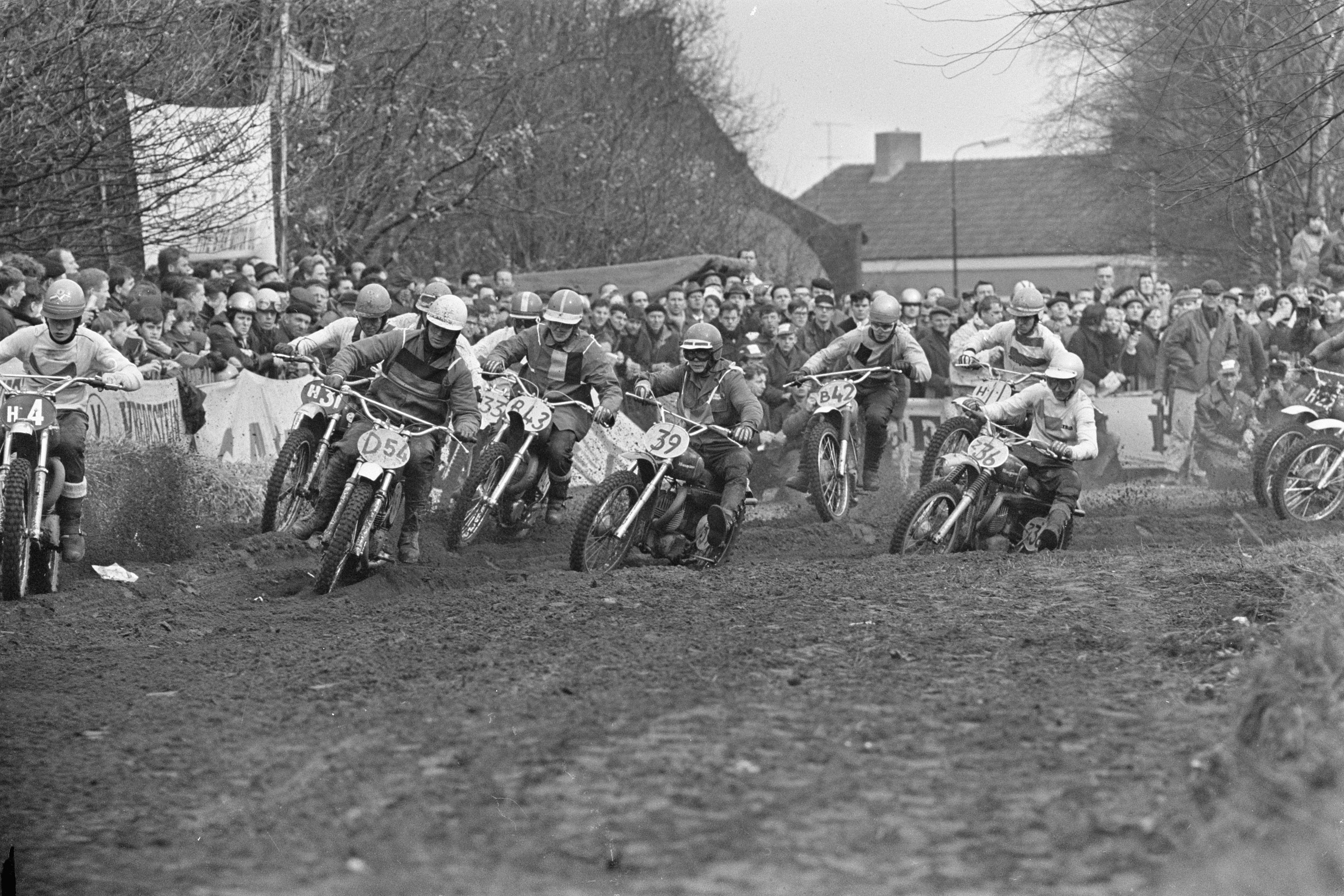
Hallman amb la Husqvarna núm. 36 al Motorcross der Azen de 1967

Nascut en una família vinculada al motocròs, Hallman disposava d'un circuit de pràctiques particular a la granja familiar (on els millors pilots suecs s'hi entrenaven sovint). Amb aquestes facilitats, començà a pilotar a edat primerenca i adquirí molta tècnica, de manera que ja va guanyar la primera cursa que va córrer.
El 1957 va guanyar una important cursa en categoria júnior pilotant una Husqvarna i l'empresa el fitxà per al seu equip de fàbrica. Hallamn s'especialitzà en la cilindrada dels 250cc, guanyant-ne el primer Campionat del Món disputat el 1962 (com a continuació de l'antic Campionat d'Europa) i tres més, sempre com a pilot oficial de la marca sueca. Durant aquella època destacà pel seu estil de pilotatge, caracteritzat per la manera com traçava els revolts, propera a la que fan servir els pilots de velocitat.
Torsten Hallman fou un dels responsables de la introducció del motocròs als EUA a final dels anys seixanta, tot participant en curses promocionals i demostracions per tot el territori. Hi anà per primer cop el 1966 cridat per Edison Dye, l'importador de Husqvarna als EUA, qui havia tingut la idea de promocionar-hi la seva marca i l'esport del motocròs (que aleshores tot just començava a introduir-se al seu país). Gràcies a la participació del suec la popularitat del motocròs augmentà sobtadament als Estats Units –fet al qual hi contribuí també el torneig Inter-AM creat per Dye a partir de 1967– i hi va esdevenir aviat la disciplina motociclista més practicada.
Hallman aconseguí una gran anomenada als EUA, on se'l coneixia com a Mr. Motocross. El 1970, el suec publicà un llibre amb aquest títol.

### Col·laboració amb Yamaha
El 1970, Hallman, que arrossegava una lesió a l'esquena feia uns anys, deixà la seva marca de sempre, Husqvarna. Aleshores es va oferir a col·laborar amb el fabricant japonès Yamaha per desenvolupar una motocicleta de motocròs, en uns moments en què Suzuki estava triomfant amb Joël Robert. Yamaha acceptà la proposta i aviat aparegué el seu prototipus de 250 cc, la YZ, model que ja el 1973 aconseguí el primer títol mundial de motocròs per a la marca pilotat pel suec Håkan Andersson. Entre altres decisions encertades de Hallman, cal destacar la incorporació a la YZ de l'innovador monoamortidor posterior, sistema ideat pel belga Lucien Tilkens i adoptat per Yamaha amb el nom de Monoshock.
Uns anys després, Hallman contactà amb Sten Lundin i entre tots dos dissenyaren el 1976 una nova Yamaha de motocròs amb motor de 500 cc de quatre temps, batejada com a HL 500, que debutà en el Campionat del Món de 1977 pilotada per Bengt Åberg aconseguint-hi la novena plaça final.

### Empresari d'èxit
Un cop retirat de la competició, Hallman es dedicà a vendre guants i pantalons de motocròs a les curses com a manera d'augmentar els seus ingressos, amb tan bona sort que esdevingué un dels empresaris d'equipament per a esports de fora d'asfalt capdavanters al món, amb la seva marca THOR Motocross (Torsten Hallman Original Racewear, «Equipament per a curses original Torsten Hallman»). Així, una empresa comercial que havia començat amb la venda itinerant de cursa en cursa (des del porta-maletes del seu cotxe) actualment és una de les més populars i prestigioses arreu del món, comptant entre els seus usuaris amb els millors pilots professionals de motocròs i Supercross.
L'any 2000, Torsten Hallman fou incorporat al Motorcycle Hall of Fame de l'AMA i va rebre el premi Edison Dye a la trajectòria. El 2012 va ser nomenat FIM Legend.

## Palmarès internacional

### Resultats per any
| Any          | Motocicleta  | 250cc | Trophée |
| ------------ | ------------ | ----- | ------- |
| 1959         | Husqvarna    | 9è    |         |
| 1960         | Husqvarna    | 7è    |         |
| 1961         | Husqvarna    | 4t    |         |
| 1962         | Husqvarna    | 1r    |         |
| 1963         | Husqvarna    | 1r    | 1r      |
| 1964         | Husqvarna    | 2n    | 1r      |
| 1965         | Husqvarna    | 4t    |         |
| 1966         | Husqvarna    | 1r    | 1r      |
| 1967         | Husqvarna    | 1r    | 1r      |
| 1968         | Husqvarna    | 2n    |         |
| 1969         | Husqvarna    | 6è    |         |
| 1970         | Husqvarna    | 11è   |         |
| 1971         | Yamaha       | 22è   |         |
| Total títols | Total títols | 4     | 4       |

Notes
1. ↑  La classificació consignada a Trophée fa referència a la posició final obtinguda per l'equip estatal
2. ↑  Fins al 1961 inclòs no existia el Campionat del Món de 250 cc, ans el Campionat d'Europa

### Resultats en Grans Premis
- Barem de puntuació de 1952 a 1969:

| Posició | 1 | 2 | 3 | 4 | 5 | 6 |
| Punts   | 8 | 6 | 4 | 3 | 2 | 1 |

| Resultats que computen                         |
| 1/2 + 1 dels GP (cal acabar-hi les 2 mànegues) |

- Barem de puntuació de 1970 a 1983:

| Posició | 1  | 2  | 3  | 4 | 5 | 6 | 7 | 8 | 9 | 10 |
| Punts   | 15 | 12 | 10 | 8 | 6 | 5 | 4 | 3 | 2 | 1  |

| Resultats que computen |
| Fins al 1972: 1/2 + 1 dels GP (cal acabar-hi les 2 mànegues); 1973-76: 1/2 + 1 de les mànegues; Des de 1977: Totes les mànegues |

| Any    | Classe | Equip     | 1     | 1     | 2      | 2     | 3     | 3     | 4      | 4     | 5     | 5     | 6     | 6     | 7     | 7      | 8     | 8     | 9     | 9     | 10    | 10    | 11    | 11    | 12    | 12    | 13    | 13    | 14    | 14    | 15    | 15    | Pos. | Pts. |
| Any    | Classe | Equip     | M1    | M2    | M1     | M2    | M1    | M2    | M1     | M2    | M1    | M2    | M1    | M2    | M1    | M2     | M1    | M2    | M1    | M2    | M1    | M2    | M1    | M2    | M1    | M2    | M1    | M2    | M1    | M2    | M1    | M2    | Pos. | Pts. |
| ------ | ------ | --------- | ----- | ----- | ------ | ----- | ----- | ----- | ------ | ----- | ----- | ----- | ----- | ----- | ----- | ------ | ----- | ----- | ----- | ----- | ----- | ----- | ----- | ----- | ----- | ----- | ----- | ----- | ----- | ----- | ----- | ----- | ---- | ---- |
| 1959   | 250cc  | Husqvarna | AUT - | AUT - | CH -   | CH -  | BEL - | BEL - | GDR -  | GDR - | CZE - | CZE - | POL - | POL - | GER - | GER -  | ITA - | ITA - | FRA - | FRA - | NED 3 | NED 7 | UK -  | UK -  | LUX - | LUX - | SWE 2 | SWE 2 |       |       |       |       | 9è   | 9    |
| 1960   | 250cc  | Husqvarna | CH 1  | CH -  | BEL 10 | BEL - | FRA 2 | FRA 4 | CZE -  | CZE - | POL - | POL - | ITA 3 | ITA 2 | GDR 3 | GDR 1  | FIN 4 | FIN 2 | LUX 3 | LUX 3 | UK -  | UK -  | SWE - | SWE - | GER - | GER - |       |       |       |       |       |       | 7è   | 24   |
| 1961   | 250cc  | Husqvarna | BEL 6 | BEL 4 | FRA 2  | FRA 3 | NED 3 | NED 3 | CZE -  | CZE 4 | POL - | POL - | LUX 4 | LUX 2 | FIN 2 | FIN 3  | ITA - | ITA - | GER 5 | GER 1 | UK 3  | UK 4  | CH 2  | CH 6  | SWE 3 | SWE - | GDR - | GDR - |       |       |       |       | 4t   | 33   |
| 1962   | 250cc  | Husqvarna | ESP - | ESP - | CH 3   | CH 5  | BEL 1 | BEL 3 | FRA 1  | FRA 2 | CZE 2 | CZE - | POL - | POL - | NED - | NED -  | LUX 1 | LUX 1 | FIN 7 | FIN 9 | USR 1 | USR 1 | GER 1 | GER 1 | ITA 1 | ITA 1 | UK 2  | UK 2  | SWE 1 | SWE 1 | GDR 1 | GDR 1 | 1r   | 56   |
| 1963   | 250cc  | Husqvarna | ESP 1 | ESP 2 | ITA 1  | ITA 1 | FRA 1 | FRA 1 | CH 1   | CH 1  | GER 1 | GER 1 | LUX 1 | LUX 1 | NED 7 | NED 1  | UK 1  | UK 1  | SWE 1 | SWE 1 | FIN 1 | FIN 1 | USR - | USR 1 | POL - | POL - | CZE 2 | CZE 2 | GDR - | GDR - |       |       | 1r   | 56   |
| 1964   | 250cc  | Husqvarna | ESP 1 | ESP 1 | BEL 3  | BEL 2 | CH 10 | CH 5  | CZE 9  | CZE 2 | GER 2 | GER 4 | LUX 3 | LUX 5 | ITA 4 | ITA 1  | UK 3  | UK -  | SWE 2 | SWE 2 | FIN 4 | FIN 4 | USR - | USR - | POL 2 | POL 1 | GDR - | GDR - | FRA 2 | FRA 1 |       |       | 2n   | 50   |
| 1965   | 250cc  | Husqvarna | ESP 1 | ESP 8 | ITA -  | ITA - | FRA 5 | FRA 6 | BEL 4  | BEL 2 | CZE 3 | CZE 3 | GER - | GER - | NED - | NED -  | LUX 9 | LUX 7 | POL - | POL - | USR - | USR - | GDR - | GDR - | UK -  | UK -  | SWE 2 | SWE 1 | FIN 1 | FIN 1 | AUT - | AUT - | 4t   | 35   |
| 1966   | 250cc  | Husqvarna | ESP 3 | ESP 2 | FRA 2  | FRA 1 | BEL 1 | BEL 3 | CH 3   | CH 3  | CZE 2 | CZE 2 | GER 3 | GER 1 | NED 1 | NED -  | LUX - | LUX - | ITA 1 | ITA 1 | POL 2 | POL 2 | GDR 4 | GDR 8 | SWE 2 | SWE 2 | FIN 3 | FIN 3 | USR - | USR - | AUT 2 | AUT 4 | 1r   | 58   |
| 1967   | 250cc  | Husqvarna | ESP - | ESP 2 | CH 1   | CH 2  | FRA 2 | FRA 2 | BEL 3  | BEL 3 | GER 2 | GER 1 | NED 1 | NED - | ITA 2 | ITA 1  | UK -  | UK 3  | SWE 1 | SWE 1 | FIN 1 | FIN 2 | USR 1 | USR 1 | POL - | POL - |       |       |       |       |       |       | 1r   | 52   |
| 1968   | 250cc  | Husqvarna | ESP 2 | ESP 1 | BEL -  | BEL - | CZE - | CZE - | FRA 2  | FRA - | NED 8 | NED 3 | GER 3 | GER 1 | LUX 1 | LUX 2  | POL 7 | POL 1 | USR 2 | USR 1 | YUG 1 | YUG 1 | FIN 3 | FIN - | SWE 4 | SWE 2 | UK 2  | UK 2  | AUT 2 | AUT - |       |       | 2n   | 52   |
| 1969   | 250cc  | Husqvarna | ESP 4 | ESP 7 | CH 8   | CH 6  | YUG 5 | YUG 2 | CZE -  | CZE - | POL 2 | POL 5 | GER - | GER - | NED - | NED -  | FRA - | FRA - | UK -  | UK -  | SWE 4 | SWE - | FIN - | FIN - | USR - | USR - |       |       |       |       |       |       | 6è   | 32   |
| 1970   | 250cc  | Husqvarna | ESP 6 | ESP 2 | FRA 5  | FRA - | BEL - | BEL - | YUG 10 | YUG - | ITA - | ITA 9 | USR - | USR - | POL - | POL -  | UK 9  | UK 5  | FIN - | FIN - | GDR - | GDR - | CH 7  | CH -  | AUT - | AUT - |       |       |       |       |       |       | 11è  | 17   |
| 1971   | 250cc  | Yamaha    | ESP - | ESP - | CH -   | CH -  | POL - | POL - | GER -  | GER - | YUG - | YUG - | ITA - | ITA - | NED 8 | NED 10 | GDR - | GDR - | FIN - | FIN - | SWE - | SWE - | UK -  | UK -  | AUT - | AUT - |       |       |       |       |       |       | 22è  | 4    |
| Fonts: |        |           |       |       |        |       |       |       |        |       |       |       |       |       |       |        |       |       |       |       |       |       |       |       |       |       |       |       |       |       |       |       |      |      |

## Obra publicada
- Hallman, Torsten; Olausson, Kenneth. Mr Motocross (en anglès). 2a ed..  Uppsala: Hallman Distribution AB, 2003.